# Taeniacanthus occidentalis
Taeniacanthus occidentalis is een eenoogkreeftjessoort uit de familie van de Taeniacanthidae. De wetenschappelijke naam van de soort is voor het eerst geldig gepubliceerd in 1924 door Wilson C.B..